# František Bubák
František Bubák (ur. 22 lipca 1866 w Rovensku pod Troskami, zm. 19 września 1925 w Pradze) – czeski mykolog i fitopatolog.

## Życiorys
Ukończył gimnazjum w Příbram, a potem Uniwersytet Karola w Pradze. W 1900 r. uzyskał doktorat, rok później habilitację. W 1900 r. ożenił się Bertą Teller. Mieli jedną córkę. W ramach uzyskanego stypendium kontynuował naukę na Uniwersytecie w Halle i Uniwersytecie Humboldtów w Berlinie. Odbył naukowe wyjazdy mykologiczne do Czarnogóry, Bułgarii, Węgier oraz wycieczki informacyjne po ogrodach botanicznych w Austrii, Niemczech, Danii, Szwecji i we Włoszech, pracował w laboratorium bakteriologicznym w Holandii.
Kariera zawodowa
- 1890–1895 – asystent Departamentu Botanicznego Muzeum Narodowego,
- 1884–1898 – nauczyciel w szkołach i gimnazjach w Pradze i Zábřeh na Morawach,
- 1899 – asystent i szef stacji fitopatologicznej ČVŠT (obecnie ČVUT) w Pradze,
- 1902–1919 – profesor w Akademii Ekonomicznej w Tábor,
- 1919–1920 – profesor botaniki systematycznej i fitopatologii na Uniwersytecie Nauk Stosowanych,
- 1920–1925 – profesor fitopatologii ogólnej i specjalnej na Politechnice Czeskiej w Pradze[1].

## Praca naukowa
Jest uważany za pioniera fitopatologii w Czechach. W 1900 roku zaczął publikować artykuły o chorobach roślin uprawnych w Czechach. Opublikował wiele profesjonalnych artykułów w różnych czasopismach, nie tylko w Republice Czechosłowackiej.
Zebrał licząca 33 800 okazów kolekcję grzybów, która później stała się własnością Muzeum Ogrodu Botanicznego na Brooklynie. Przy Politechnice Czeskiej w Pradze założył duży ogród botaniczny i stację fitopatologiczną chorób roślin. Według własnej koncepcji odbudował ogród botaniczny w Tábor. Cały czas zajmował się badaniem grzybów i patogenów roślin.
Opisał nowe taksony grzybów. W ich naukowych nazwach dodawane jest jego nazwisko Bubák.